# Homolodromia monstrosa
Homolodromia monstrosa is een krabbensoort uit de familie van de Homolodromiidae. De wetenschappelijke naam van de soort is voor het eerst geldig gepubliceerd in 2001 door Martin, Christiansen & Trautwein.